# Авентинская триада
Авентинская триада (также известная как Плебейская триада или Аграрная триада) ― современный термин исторической науки, используемый для обозначения совместного культа римских божеств Цереры, Либера и Либеры.  
Культ триады в Риме возник около 493 г. до н.э. Примерно в районе Авентинского холма, традиционным местом расселения римского плебса, возникло священное место этих трёх богов. Существуют более поздние свидетельства о постройке святилища триады и о «греческих» обрядах, проводимых в нём. Некоторые современные историки описывают авентинскую триаду как сознательную антитезу плебса к Архаической триаде Юпитера, Марса и Квирина и более поздней Капитолийской триаде Юпитера, Минервы и Юноны. Авентинская триада, её храм и связанные с ними игры (спортивные состязания и театральные представления) являлись символом плебейской идентичности, иногда выпячиваемой в противовес изначальной правящей элите Рима ― патрициям. 
Взаимосвязи между Церерой, Либером и Либерой, вероятно, основывались, прежде всего, на их функциях покровителей земледелия и плодородия ― то есть вещей, прежде всего ассоциируемых с плебсом как с социальной группой. Либер был компаньоном как Цереры, так и Либеры в мифологии всего эллинизированного итальянского полуострова задолго до распространения власти Рима.